# Egleton
Egleton – wieś w Anglii, w hrabstwie Rutland. Leży 3 km na południowy wschód od miasta Oakham i 134 km na północ od Londynu. W 2001 miejscowość liczyła 79 mieszkańców.